# (474111) 2016 LB30
(474111) 2016 LB30 es un asteroide perteneciente al cinturón de asteroides, descubierto el 13 de marzo de 2007 por el equipo del Mount Lemmon Survey desde el Observatorio del Monte Lemmon, Arizona, Estados Unidos.

## Designación y nombre
Designado provisionalmente como 2016 LB30.

## Características orbitales
2016 LB30 está situado a una distancia media del Sol de 2,552 ua, pudiendo alejarse hasta 2,997 ua y acercarse hasta 2,106 ua. Su excentricidad es 0,174 y la inclinación orbital 7,150 grados. Emplea 1489 días en completar una órbita alrededor del Sol.

## Características físicas
La magnitud absoluta de 2016 LB30 es 17,101.